# Ophisma confundens
Ophisma confundens là một loài bướm đêm trong họ Erebidae.